# Rowen Fernández
Rowen Fernández (Springs, 1978. február 28. –) dél-afrikai válogatott labdarúgó.

## Pályafutása

### Klubcsapatokban
A Wits University csapatánál lett profi labdarúgó, majd innen igazolt a Kaizer Chiefs csapatához. A 2006-07-es szezonban két gólt is szerzett, mind a kettőt tizenegyesből. 2007 és 2011 között a német Arminia Bielefeld csapatának volt a játékosa. 2011 januárjában visszatért hazájába és a Supersport United csapatába igazolt. A 2014-15-ös szezon volt aktív pályafutása utolsó szezonja, amit a Bidvest Wits klubjában fejezett be.

### A válogatottban
Tagja volt a 2000. évi nyári olimpiai játékokon és a 2008-as afrikai nemzetek kupán, valamint a 2009-es konföderációs kupán résztvevő válogatottnak.